# Jarocin
Jarocin (německy Jarotschin) je město v centrálním Polsku, ve Velkopolském vojvodství. Nachází se 71 km jihovýchodně od Poznaně. Podle informací z konce roku 2006 zde žije 25 821 obyvatel. Město bylo známé především pro svůj rockový festival, který se zde poprvé pořádal roku 1980.

## Galerie

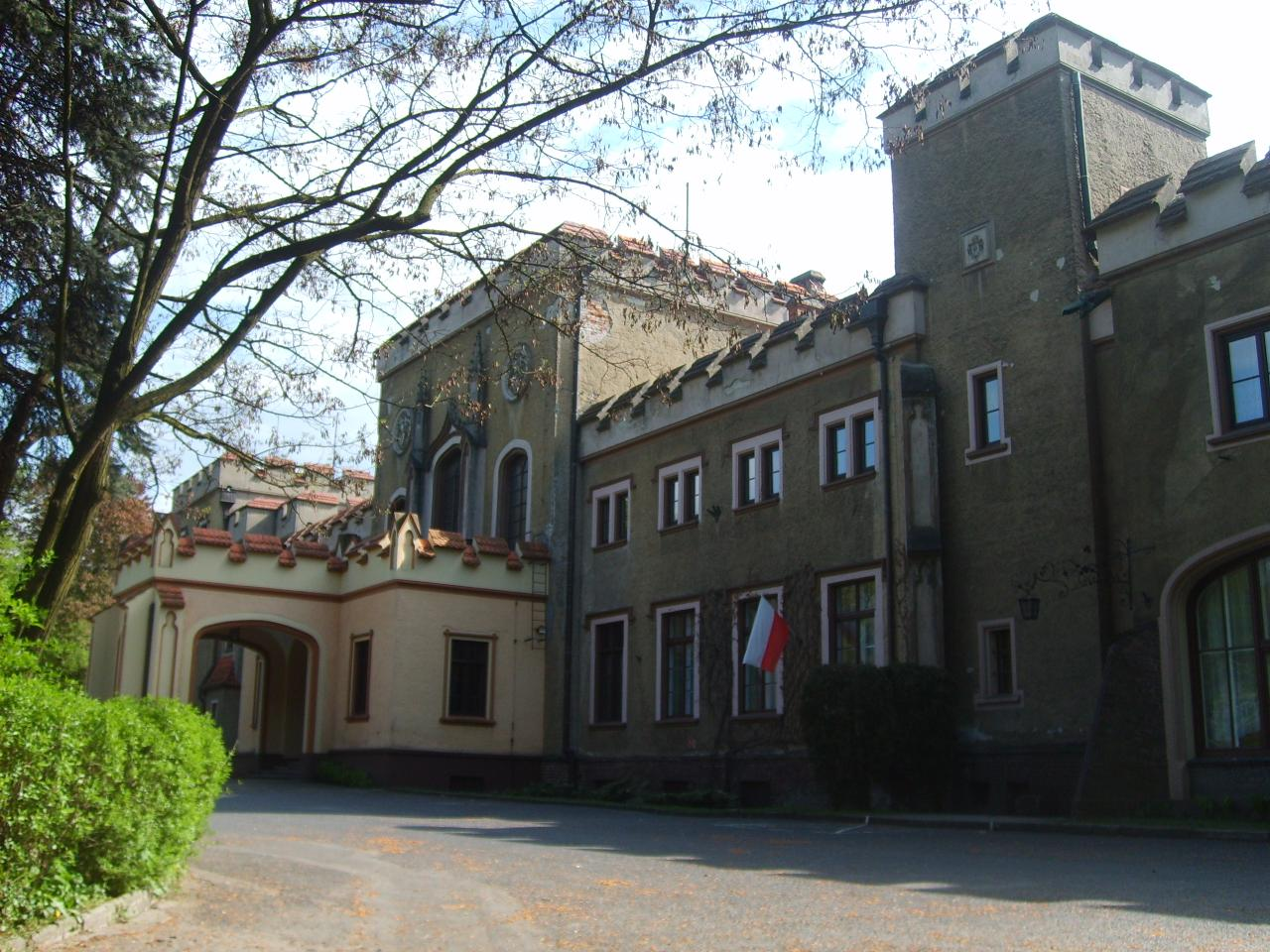
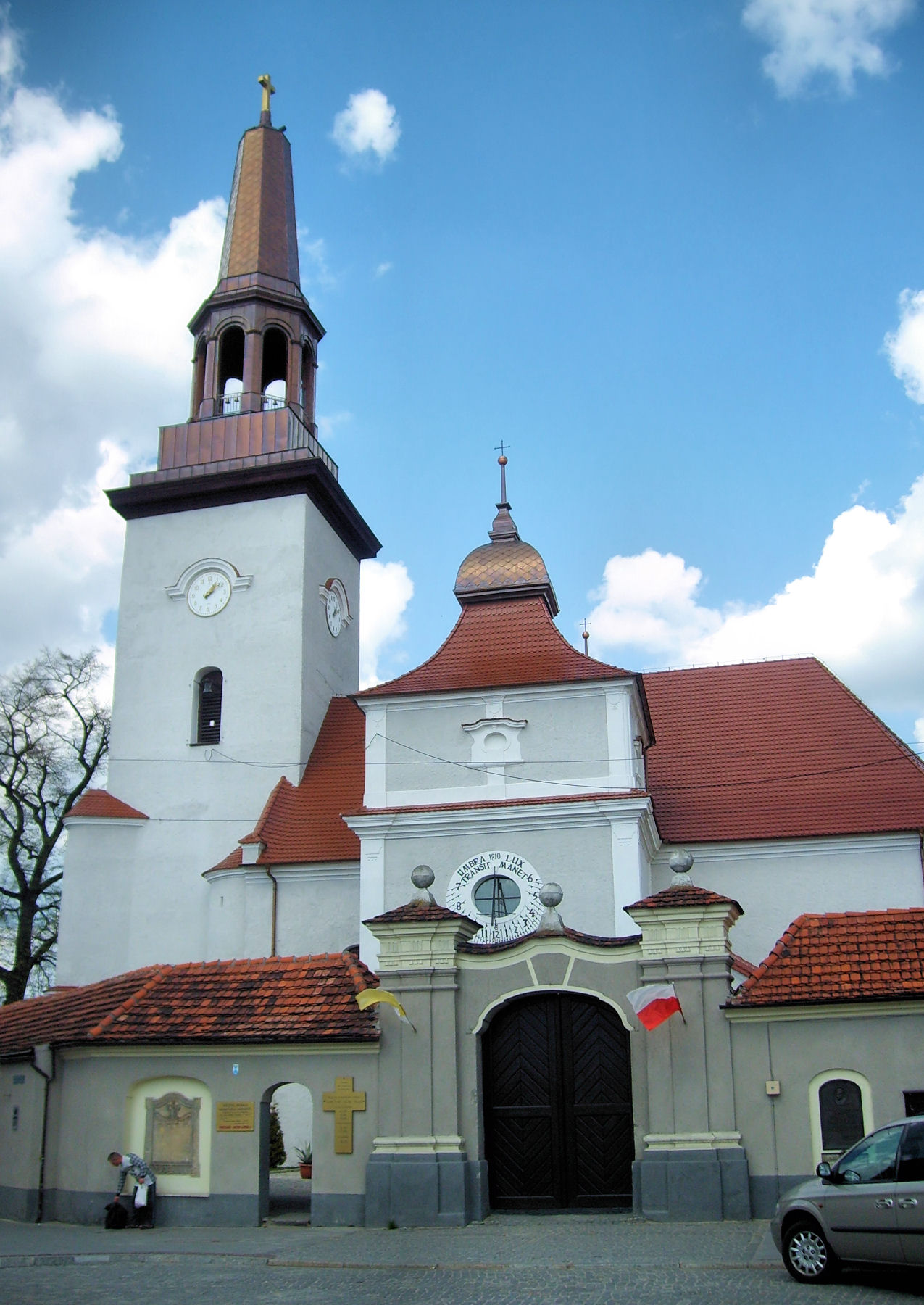
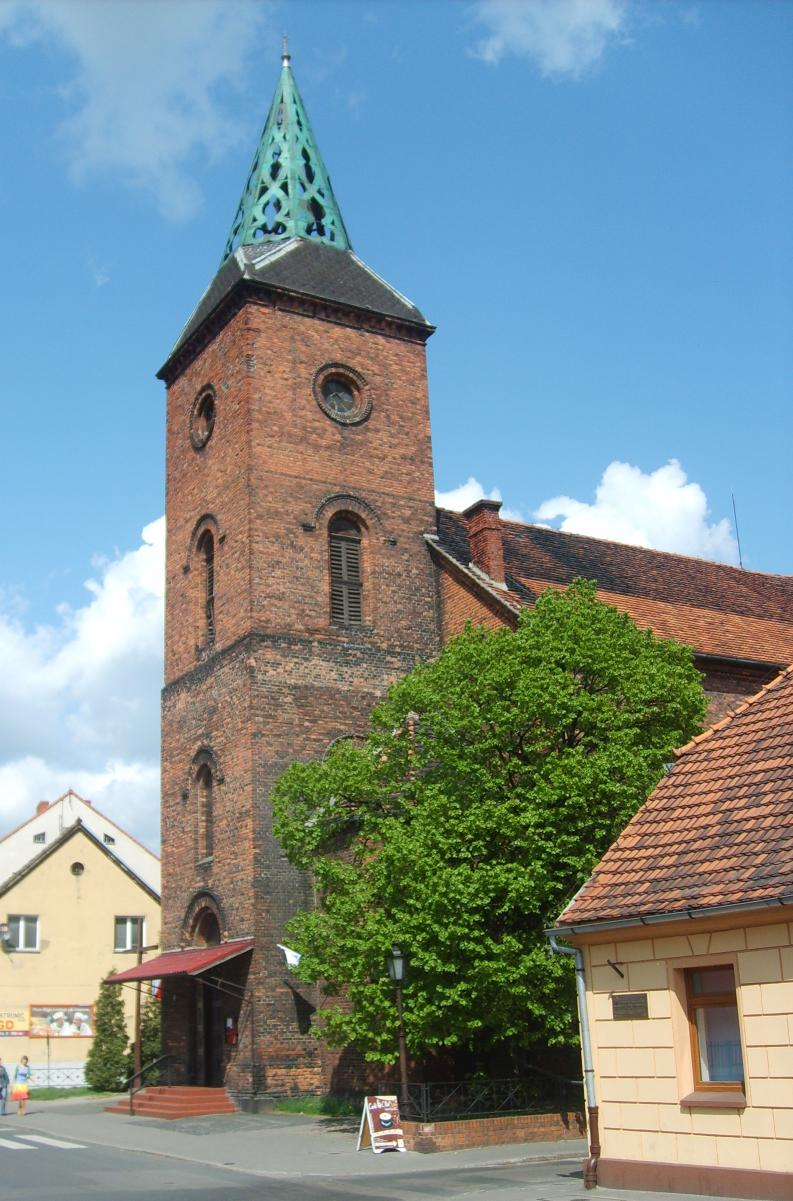